# Bernt Notke

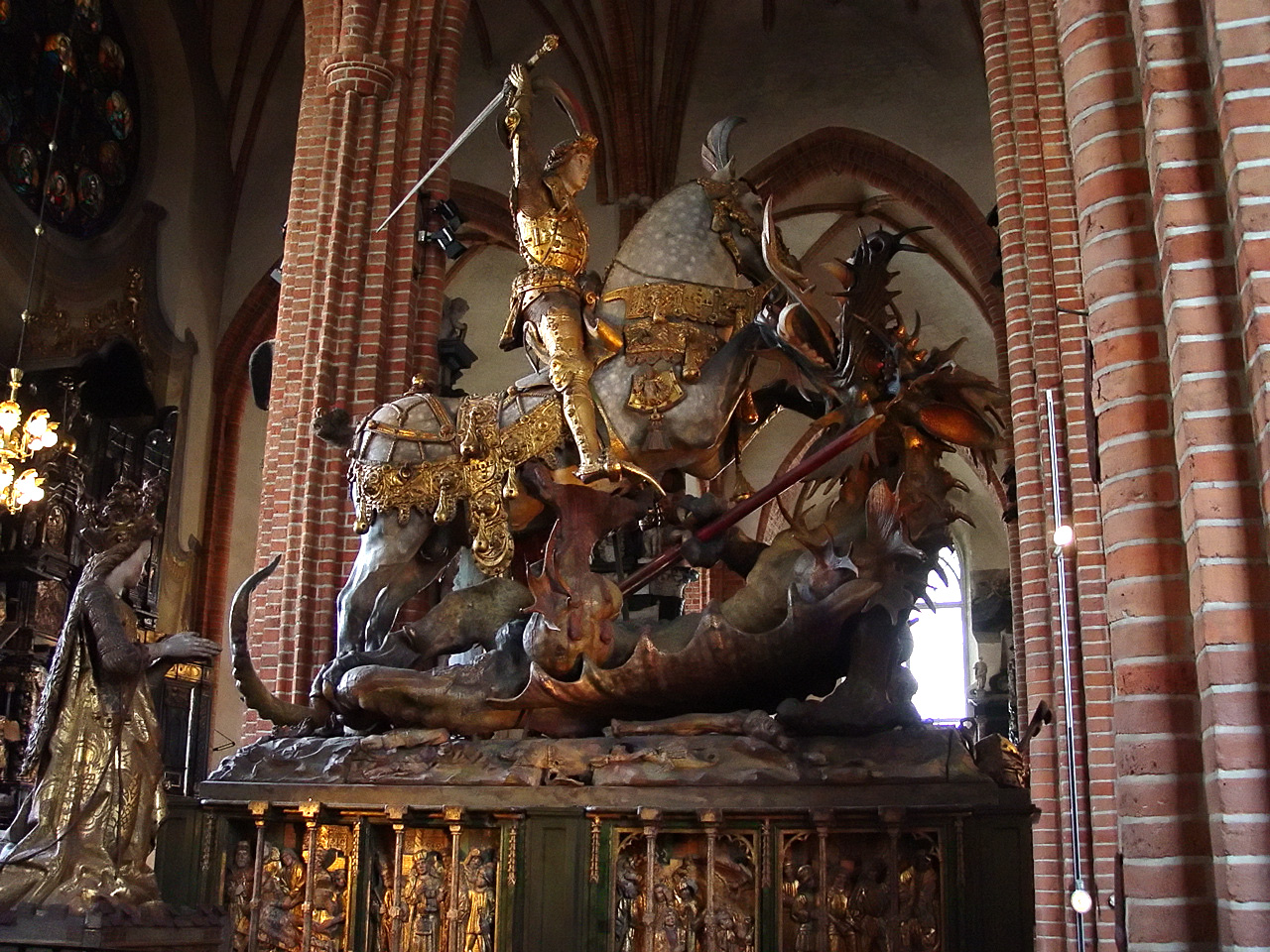
San Jorge y el Dragón en la Storkyrkan de Estocolmo en Suecia.

Bernt Notke (nacido c. 1435 en Lassan, Pomerania, Alemania - invierno 1508/1509 en Lübeck) fue el pintor y escultor más importante de su época en el norte de Europa.
Es especialmente famoso por su escultura de San Jorge y el Dragón, realizada para la catedral de Estocolmo en el barrio de Gamla Stan, el centro histórico. Una reproducción de esta escultura se encuentra en la iglesia de Santa Catalina en Lübeck.
Notke creó la mayor Cruz triunfante del mundo, la que se encuentra entronizada en la Catedral de Lübeck. Su Danza Macabra en la iglesia de Santa María en Lübeck fue destruida durante un bombardeo aliado durante la Segunda Guerra Mundial. Algunas partes de su Danza Macabra para Reval (Tallin) se han podido preservar y se exhiben en la iglesia de San Nicolás de Tallin.
Las obras de Notke fueron objeto del comercio de arte sacro que llegó hasta el norte de Noruega. Al respecto existe un altar de Notke en la iglesia de Trondenes cerca de Harstad, Noruega.

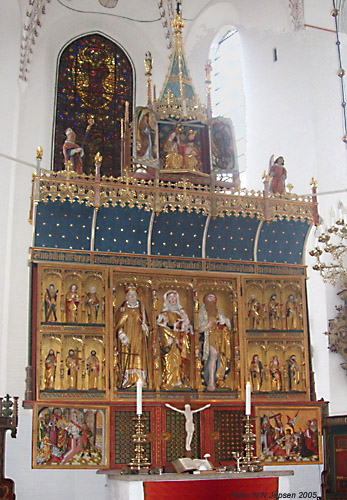
Catedral de Aarhus, Dinamarca.
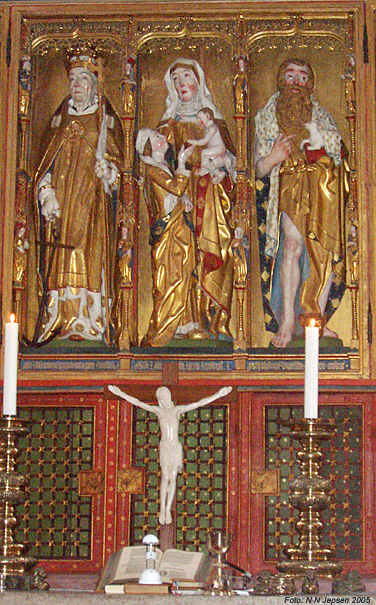
Sección central del retablo de Aarhus", Dinamarca.
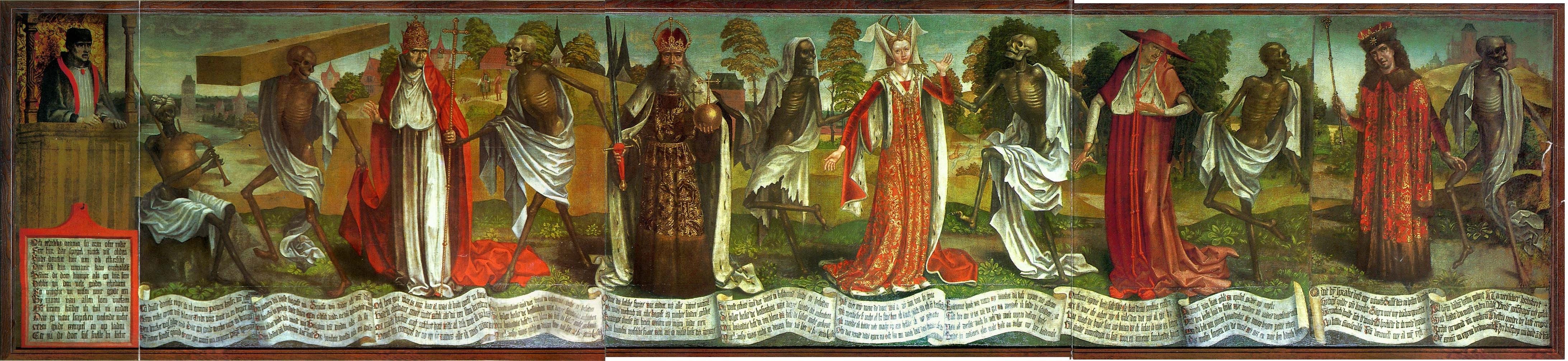
Danza macabra en la iglesia de San Nicolás, Tallin, Estonia.
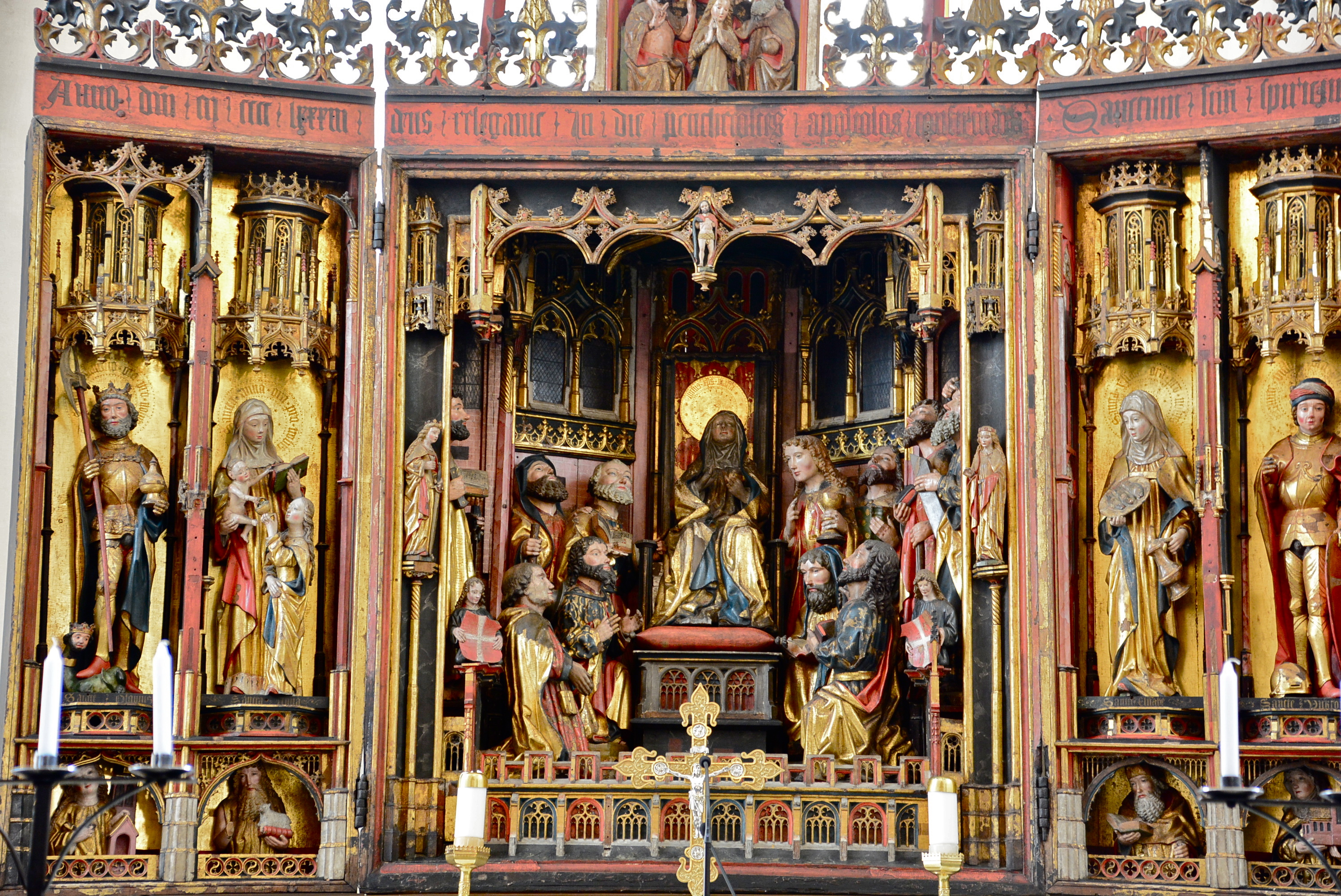
El gran altar en la iglesia del Espíritu Santo en Tallin, Estonia.